# 趙小蘭
趙小蘭（英語：Elaine Lan Chao，即伊萊恩·蘭·趙；1953年3月26日—），美國前任運輸部長，是一位出生于臺灣的臺裔美國人，美國共和黨政治人物，夫婿為參議院少數黨領袖米奇·麦康诺。趙小蘭之資歷橫跨政商學及非營利組織，包括美國銀行VP、和平隊團長、聯合勸募總裁、保守派智庫傳統基金會資深傑出學者，亦曾任小布希政府勞工部長，是美國內閣中首位亞裔女性、以及首位華裔部長。2016年11月獲候任總統唐納·川普提名为运输部长，參議院以93-6票跨黨派通過（其丈夫麥康諾僅投出席票迴避），自此肩負全美陸、海、空交通管理及戰時運輸調度外，亦負責執行川普擴大投資美國的「策略性基礎建設」，掌管逾一兆美元前瞻開發；2021年1月7日，因美國國會示威事件而宣布請辭，並於1月11日正式卸任。

## 生平

### 成長與教育
趙小蘭的父親趙錫成博士為上海嘉定人。1946年，趙父考取交通大學航海科，與江澤民同為校友，後改由國立吳淞商船專科學校航政系辦學。趙錫成在隨中華民國政府搬遷來台後，逐漸昇任至商船船長。1958年，報名中華民國考試院舉辦的甲級船長特種考試，以第一名成績通過，取得船長執照，被譽為狀元船長；母親趙朱木蘭（1930年3月19日－2007年8月2日）為安徽省來安人，為聖若望大學歷史系的碩士畢業生。趙小蘭的童年在臺北市度過，她就讀於臺北縣私立再興學校小學部，至二年級（8歲時）隨父親舉家移民美國紐約市。
1961年，趙小蘭初抵美國時，一個英文單字都不會。時至1975年，她以四年全A的優異成績畢業自著名的曼荷蓮女子學院，獲得經濟學學士學位。1979年於哈佛大學商學院取得企業管理碩士學位，並擔任當屆畢業生代表。趙小蘭年輕時參加過海外青年暑期返國研習團（俗稱「美加營」或「愛之船」）。

### 榮譽
趙小蘭曾經於1987年獲得美國「十大傑出女青年」。1993年獲哈佛大學選為傑出校友，後又獲天主教輔仁大學等全球24所學校的榮譽博士學位。2014年11月17日，國立交通大學頒授父親趙錫成以及趙小蘭名譽博士學位。2016年10月15日，國立臺灣海洋大學於63周年校慶，頒授父親趙錫成以及趙小蘭名譽博士學位。

## 早期職涯
1975年趙小蘭自大學畢業後，曾於父親的「福茂船運公司」工作兩年。1979年趙小蘭取得哈佛工商管理碩士學位後，進入花旗銀行紐約分行任職，負責有關航運企業的貸款業務。1984年至1986年，她轉任舊金山美國銀行的VP。她最早接觸政治事務是1983年（雷根總統主政時期），當時她獲選為白宮學者，負責政策分析與研究，後又協助加州共和黨候選人籌款。
1986年，趙小蘭棄商從政，此後逐漸在共和黨政府嶄露頭角。

### 初入政壇
1986年雷根總統時期，趙小蘭進入美國聯邦政府，擔任「聯邦航運署副署長」（Deputy Administrator of Maritime Administration），1988年升任「聯邦航運委員會主席」（Chairman of Federal Maritime Commission），當時已經是聯邦政府中職位最高的亞裔美國人。1989年獲老布希總統任命為聯邦運輸部副部長。

### 投身公益
1991年起，趙小蘭開始擔任美國重要公益組織的負責人。1991年初任美國知名慈善團體和平队队长，1992年又獲任命為美國聯合勸募總裁與執行長。1996年，趙小蘭辭去聯勸總裁一職，專心替夫婿密契·麥康諾輔選，同時她也開始於美國知名保守派智庫美國傳統基金會擔任「資深傑出學者」（Distinguished Fellow）。另一方面，趙小蘭及其家族熱心於教育，曾對哈佛大學捐款興建校舍，並時常回到家鄉臺灣，以及父母的出生地中國大陸，與兩岸青年學子座談。

### 婚姻历程
趙小蘭於1993年嫁給聯邦參議員密契·麥康諾。由於趙父為江澤民的同窗情誼，加上趙小蘭出生、童年成長於臺灣，所以婚禮上兩岸駐美使節皆到場致賀。

### 勞工部長
趙小蘭於2001年獲乔治·W·布什總統提命，並於1月29日經聯邦參議院全體無異議通過，成為美國第24任聯邦勞工部長，亦是美國首位臺灣裔女性部長。
2009年，隨著小布希政權結束，趙小蘭也卸任勞工部長，並再次回到美國傳統基金會工作；同年10月，趙小蘭訪問臺灣拜會馬英九。2016年10月，趙小蘭再度訪問臺灣拜會蔡英文，她表示其父親向來尊重女性，並對蔡英文獲選成為第一位女性中華民國總統感到相當驕傲。她也再度回到她曾就讀幼稚園及小學母校臺北市私立再興高級中學。

### 運輸部長
2016年11月，趙小蘭被候任总统唐納·川普提名为新任運輸部長；2017年1月31日，參院以93對6票通過其任命案。由於她不在美国出生，因此亦未在美國總統繼任順序中获得一席，会被略过而不具有繼任資格。
2021年1月7日，因美國國會示威事件宣布辭去運輸部長職務，並於1月11日生效。

## 個人生活
2024年6月6日，趙小蘭陪父親趙錫成訪問中國大陸安徽省滁州市来安县，參觀趙朱木蘭文化交流中心、來安縣木蘭七里幼兒園等地後，7日下午，接受了安徽衛視記者的訪問。

## 争议
媒体提出赵小兰利用职权为其家族公司在中国获得便利，指出中国政府为赵氏家族公司提供了数亿美元的低息贷款，资助该公司购买外国船只。2019年9月，美国众议院调查委员会主席卡明斯和隶属众议院的另一个相关委员会的主席克里希纳穆尔蒂致信與赵小兰，指出赵受调查，目的是为了澄清赵小兰“对情况的错误描述”。然而，美國交通部發言人則出面回應眾議院的調查已有詆毀趙在政府多年服務與辛勞的嫌疑。